# Битка при Самоков
 Битка при Самоков е действие на колоната на генерал-лейтенант Николай Веляминов от Западен отряд (Гурко) срещу Самоковския османски гарнизон. Провежда се през Руско-турската война (1877 – 1878).

## Оперативна обстановка
След превземането на София от Западния отряд (Гурко), колоната на генерал-лейтенант Николай Веляминов се насочва към Самоков. Получава сведения от местни българи за противникови сили от 15 000 офицери и войници и 28 оръдия с командир Осман Нури паша. Изградени са и отбранителни позиции край селата Драгушиново, Широки дол и с. Ново село. Генерал-лейтенант Николай Веляминов планира обходна операция със силите на своята колона.

## Бойни действия
На 28 декември частите на генерал-майор Пьотър Радзишевски заемат позиции при с. Злокучене. Провеждат престрелка с османски сили при село Драгушиново. Около 17 часа противников парламентьор поисква примирие. Към 14 часа частите на генерал-майор Пьотър Черевин достигат до село Ново село, като 123-ти Козловски пехотен полк се насочва към тила на противника. Османския командир иска ново примирие и на следващия ден частите остават на достигнатите позиции. Привечер османски парламентьор донася писмо до главнокомандващия Николай Николаевич. Към обяд на 30 декември под прикритието на водените преговори османските части се изтеглят от града в направление към Пазарджик. Около 17 часа генерал-майор Пьотър Радзишевски и 122-ти Тамбовски пехотен полк влиза в опразнения от противника Самоков. Руските части започват съсредоточаване към село Долна баня.